# Міхал Вишневський (артист)

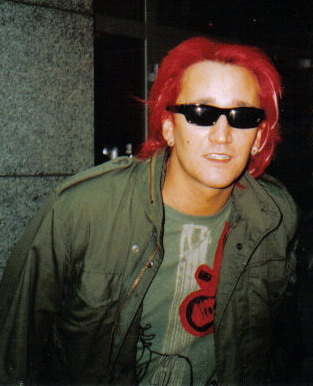
фронтмен Іх Троє

Міхал Кристян Вишневський (пол. Michał Christian Wiśniewski, нар. 9 вересня 1972, Лодзь) — польський естрадний вокаліст, лідер попгурту Ich Troje який співав для Польщі на пісенних конкурсах Євробачення 2003 та 2006 років. Він виокремлюється характерними рудим волоссям, але волосся було зеленим і чорно-білим.

## Біографія
Міхала виховувала в Польщі бабуся, а після її смерті він жив у Німеччині з родиною своєї тітки. Він має як польське, так і німецьке громадянство. Має двох братів Якуба та Ярослава. У дитинстві Вишневський не мав контактів з матір'ю Гражиною. Вони відновили свої контакти в 2000-х.

## Кар'єра
У Польщі Вишневський відомий тим, що є лідером попгурту Ich Troje. Вишневський створив цей гурт у 1995 році разом з Яцеком Сангвою та Магдою Фемме (Вішневський одружився з Фемме через рік). Фемме була першою вокалісткою гурту з 1995 по 2001 рік. Наступною вокалісткою була Юстина Майковська з 2001 по 2003 рік, і в цей час Ich Troje була найпопулярнішим попгуртом в Польщі. Вони представляли Польщу в 2003 році з піснею Keine Grenzen. Вони посіли сьоме місце, другий найкращий результат для Польщі на Євробаченні (після другого місця Едіти Горняк у 1994 році). Потім Юстина Майковська покинула групу. У 2003 році Вишневський обрав нову вокалістку Анну Свєнчак (і одружився з нею у 2006 році). Того ж року гурт виграв польський відбір на Євробачення 2006 року з піснею Follow my heart. Група не змогла вийти у фінал в Афінах. Анна Свінчак-Вішнєвська покинула групу у 2010 році, щоб розпочати сольну кар'єру. Вона розлучилася з Міхалом у червні 2011 року.
Четвертою вокалісткою Ich Troje стала норвежка Жанетт Вік. У 2011 році Міхал взяв участь у шоу TVP Bitwa na głos . Він представляв Лодзь, і знайшов шістнадцять талановитих вокалістів з цього міста для виконання різних пісень. Вони посіли сьоме місце. Джастіна Панфілевич, одна з дівчат, яка співала в цій команді, стала п'ятою вокалісткою Ich Troje у 2011 році.
Вишневський зіграв у двох фільмах: «Зірка» (2002) та «Lawstoran» (2005). Він брав участь у реаліті-шоу TVN Я Який Я Є (пол. Jestem jaki jestem) та реаліті-шоу «покажи своє обличчя» (пол. Pokaż swoją twarz) для VIVA! Польське телебачення.

### Особисте життя
Міхал Вишневський мав п'ять шлюбів, має п'ятеро дітей та чотирьох пасинків і чекає на п'яту біологічну дитину.
У 1996 році він одружився з Магдою Фемме, співачкою та першою вокалісткою гурту. Вони розлучилися в 2001 році. У листопаді 2013 року Вишневський сказав в одному з інтерв'ю, що зробив пропозицію Фемме після прийому ЛСД. Їхній шлюб тримався в таємниці, щоб зберегти популярність гурту. Перед розлученням Міхал звинуватив Фемме в тому, що вона лесбійка і має стосунки з її менеджером.
У 2000 році він почав зустрічатися з новою танцюристкою гурту Мартою Мандрикевич. Вони одружилися в цивільній церемонії у 2002 році, а 24 червня 2002 року їхній син Ксав'є Міхал Вишневський народився у Варшаві. 21 серпня 2003 року Марта народила у Варшаві доньку Фабієнну Марту Вішнєвську. 10 грудня 2003 року вони провели релігійне весілля у Швеції, і це транслювалося на польському телебаченні. Міхал подав на розлучення в 2005 році, оголосивши про їх розлуку 15 вересня. Їх розлучення було завершено 18 квітня 2006 р.
У 2003 році він познайомився з Анною Свєнчак, яку обрав наступною вокалісткою гурту після її виступу на польському музичному шоу Szansa na sukces. Вони одружилися в Лас-Вегасі в лютому 2006 р. У Міхала та Анни є дві дочки: Етьєнна Анна Вішневська (нар. 17 вересня 2006 р. У Варшаві) та Вів'єн Відень Вішневська (нар. 2 лютого 2008 р. У Варшаві). 1 березня 2007 року Вишневський повідомив, що він та його дружина чекають сина Фалько Крістіана. Вагітність закінчилася викиднем у травні 2007 р. У липні 2010 року Анна оголосила про розриі з Міхалом і вони розлучилися 26 червня 2011 року.
11 липня 2011 року Вишневський оголосив про заручини з Домінікою Тайнер-Ідзік, дочкою Аполоніуша Тайнера. Вони одружилися 30 червня 2012 року біля Піша та розлучилися 30 вересня 2019 року у Варшаві. Міхал був вітчимом сина Домініки від її першого шлюбу, Максиміліана Ідзіка.
У грудні 2019 року Міхал забручився з 36-річною Пауліною, розлученою матір'ю чотирьох дітей, з якою познайомився через Інтернет місяцями раніше. Їх весілля відбулось у Магдалинці у квітні 2020 року. Його другий син, Фалько Амадей Вішневський, народився 30 січня 2021 р.

## Дискографія
| Sweterek cześć 1, czyli 13 postulatów </br> w sprawie rzeczywistości з Анджеєм Вавжиняком | - Випущено: 21 лютого 2012 р. - Лейбл: EMI Music Poland - Формати: CD | 43 |
| La Revolucion                                                                             | - Випущено: 26 листопада 2013 р. - Лейбл: Моя музика - Формати: CD    | 36 |
| «-» означає запис, який не склав діаграми або не був виданий на цій території.            |                                                                       |    |